# Zuzana Ondrouchová
Zuzana Ondrouchová (20. března 1950 Praha – 3. února 1978 Praha) byla česká divadelní a filmová herečka. Pocházela z rodiny lékařů, nicméně medicíně se nevěnovala. Vystudovala DAMU a v letech 1972 až 1976 působila ve Východočeském divadle v Pardubicích a poté v karlovarském Divadle Vítězslava Nezvala. Hostovala též v Národním divadle. Její významné filmové role byly ve filmech Táto, sežeň štěně!, Dívka s třemi velbloudy (jediná hlavní role) a v seriálu Byl jednou jeden dům. V roce 1978 podlehla ve věku 27 let leukemii. Jejím manželem byl herec Petr Svárovský.

## Filmografie

### Film
- Honzíkova cesta (1956)
- Prázdniny v oblacích (1959)
- Život pro Jana Kašpara (1959)
- Zpívající pudřenka (1959)
- Probuzení (1959)
- Osení (1960)
- Malý Bobeš (1961)
- Pohled do očí (1961)
- Kdyby tisíc klarinetů (1964)
- Táto, sežeň štěně! (1964)
- Vrah skrývá tvář (1966)
- Poklad byzantského kupce (1966)
- Dívka s třemi velbloudy (1967)
- Kateřina a její děti (1970)
- 1971 Žebrácká opera
- Osvobození Prahy (1975)
- Profesoři za školou (1975)
- Boty plné vody (1976)
- Zítra vstanu a opařím se čajem (1977)
- Zamřížované zrcadlo (1978)

### Televize
- 1970 Za ranních červánků (TV film) - role: Madlenka
- 1972 Pan Tau (TV seriál 1970-1972) (1 epizoda v 1.sérii - 11.díl: Pan Tau a taxikář)
- 1974 Byl jednou jeden dům (TV seriál)
- 1977 Blaťácká povídačka (TV pohádka)
- 1978 Ve znamení Merkura (TV seriál)